# Aleś Bialacki
Aleś Bialacki (biał. Алесь Бяляцкі), właśc. Alaksandr Wiktarawicz Bialacki (biał. Аляксандр Віктаравіч Бяляцкі, ros. Александр Викторович Беляцкий, Aleksandr Wiktorowicz Bielacki; ur. 25 września 1962 w Wiartsili) – białoruski działacz społeczny, polityk, obrońca praw człowieka i więzień polityczny; dyrektor Centrum Obrony Praw Człowieka „Wiosna”, wiceprzewodniczący Międzynarodowej Federacji Praw Człowieka; honorowy obywatel miasta Genui. Laureat Pokojowej Nagrody Nobla (2022).

## Życiorys

### Pochodzenie

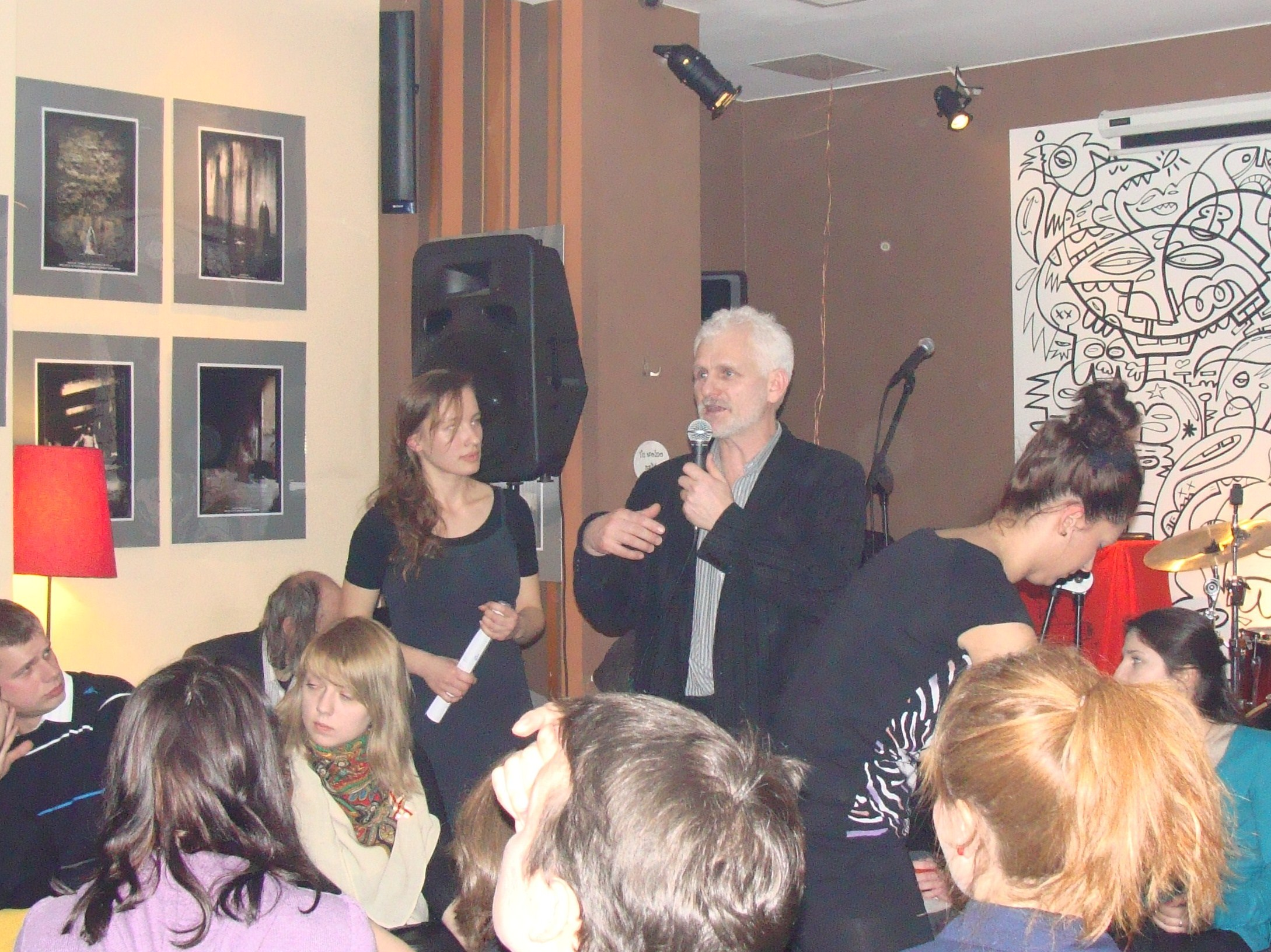
Nasta Niakrasawa i Alaksandr Bialacki (z prawej) w czasie spotkania w klubie „Grawitacja” w Warszawie (2011)

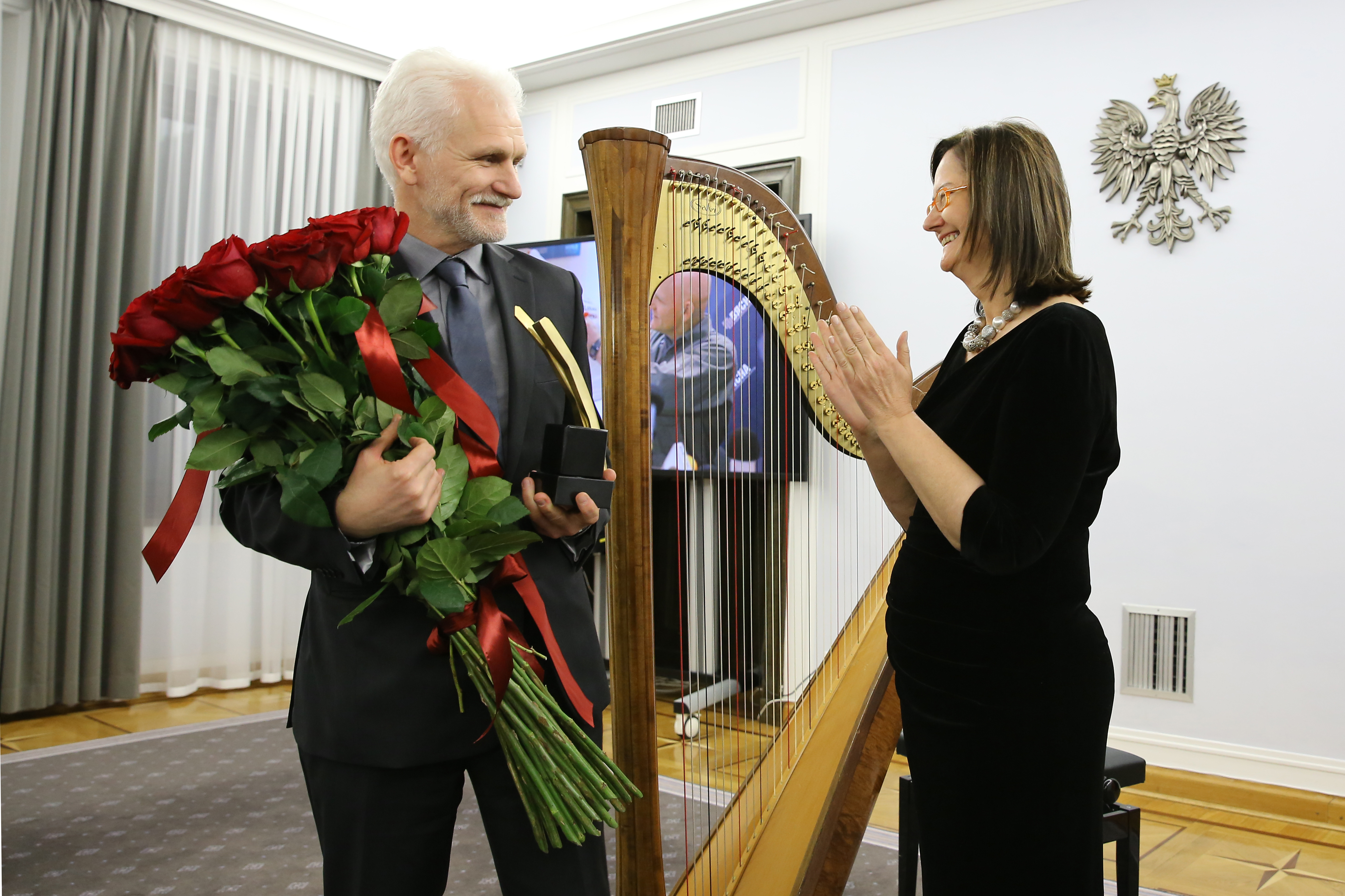
Z Rzecznikiem Praw Obywatelskich Ireną Lipowicz podczas uroczystości wręczenia Nagrody im. Pawła Włodkowica w Senacie (2014)

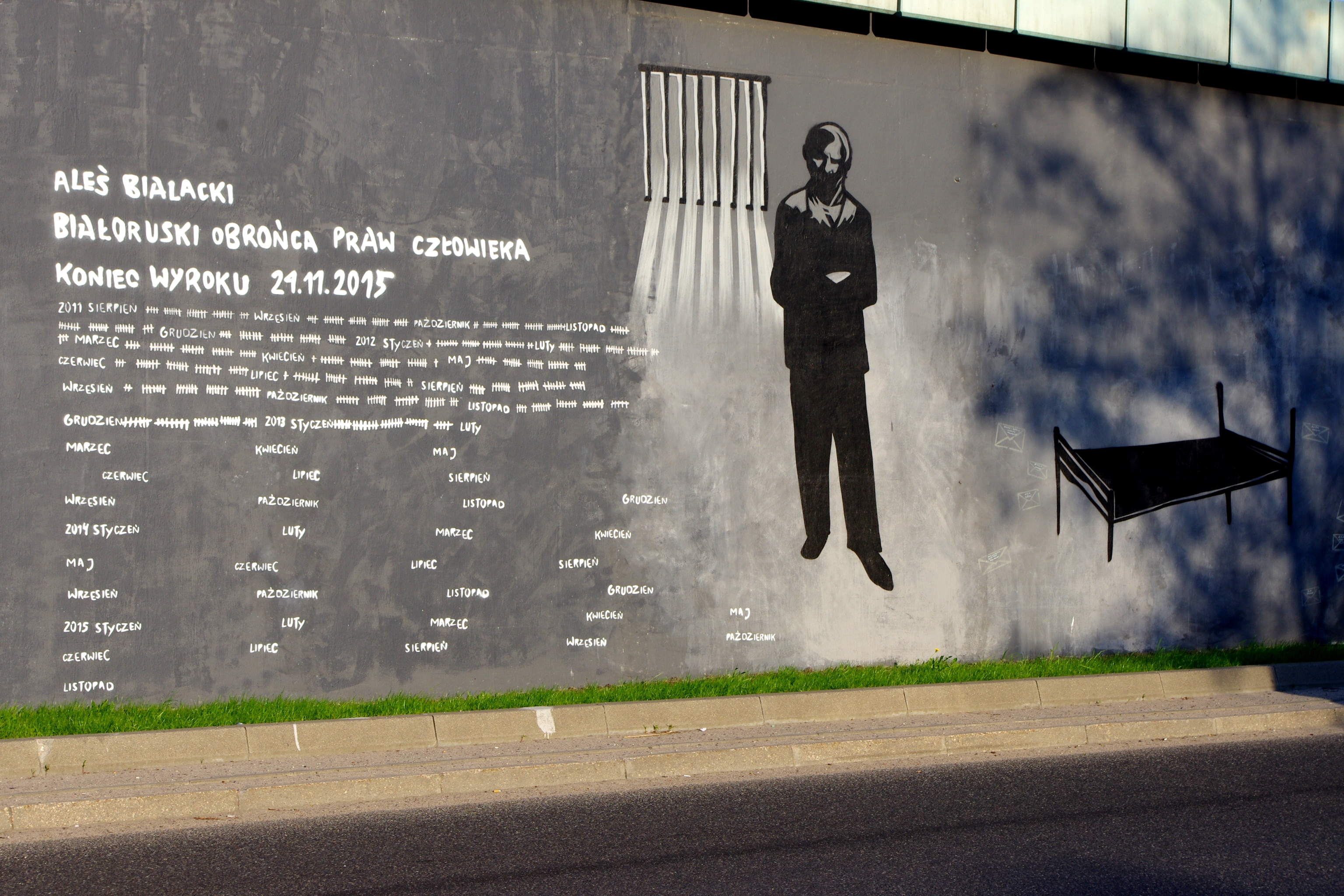
Mural „Kalendarze empatii” na ścianie przy skrzyżowaniu ul. Górczewskiej i Alei Prymasa Tysiąclecia w Warszawie, prezentujący osoby uznane przez Amnesty International za więźniów sumienia. Fragment z wizerunkiem Alaksandra Bialackiego.

Ojciec Alaksandra Bialackiego, Wiktar, pochodził z zamożnej rodziny, która w wyniku kolektywizacji popadła w nędzę. W 1940 roku władze radzieckie przeprowadziły akcję werbunkową mającą na celu zasiedlenie dawnych fińskich terytoriów włączonych do ZSRR w wyniku wojny zimowej. Wobec panującego na Białorusi głodu, ojciec Wiktara, Uscin, na początku tego samego roku podjął decyzję o skorzystaniu z możliwości przeprowadzki. W ten sposób 10-letni Wiktar wraz z ojcem i pięciorgiem rodzeństwa znalazł się w Karelii. Matka Alaksandra Bialackiego, Nina, pochodziła spod Narowli i podobnie jak Wiktar, przybyła do Karelii w wyniku radzieckiej akcji werbunkowej, jednak dopiero po II wojnie światowej. Tam też poznali się i wzięli ślub.

### Młodość
Urodził się 25 września 1962 roku w osadzie Wiartsila, w rejonie sortawalskim Karelskiej Autonomicznej SRR. Był pierwszym dzieckiem swoich rodziców. Nadali mu imię po ojcu matki, który zginął w czasie wojny. W 1964 roku rodzina otrzymała możliwość powrotu na Białoruś w związku z zapotrzebowaniem na robotników do nowo powstających zakładów przemysłowych. Rodzina Bialackich postanowiła zamieszkać przy zakładach chemicznych w Swietłahorsku ze względu na ich bliższe położenie względem rodzinnych stron matki.

### Edukacja
Ukończył Szkołę Średnią Nr 5 w Swietłahorsku. Od 1979 roku studiował filologię białoruską i rosyjską na Wydziale Historyczno-Filologicznym Homelskiego Uniwersytetu Państwowego. W czasie studiów zaczął aktywnie mówić w języku białoruskim. W 1981 roku został pierwszym studentem na wydziale, który stale posługiwał się tym językiem. Kiedy w 1984 roku kończył studia, po białorusku mówiło już kilkudziesięciu studentów.

### Praca zawodowa
W latach 1984–1989, z przerwą na służbę w Armii Radzieckiej, zrobił aspiranturę w Instytucie Literatury Akademii Nauk Białoruskiej SRR. Pracował jako nauczyciel. W roku 1989 był pracownikiem naukowym Muzeum Historii Literatury Białoruskiej. W latach 1989–1998 pracował jako dyrektor Muzeum Literackiego Maksima Bahdanowicza.

### Działalność społeczna i polityczna
Od 20. roku życia brał udział w ruchu antykomunistycznym i narodowo-demokratycznym. W młodości działał w nieformalnej, faktycznie podziemnej organizacji, wraz z kolegami kupując proste maszynki drukarskie i wyrabiając ulotki. Celem organizacji, według jego słów, była niepodległość Białorusi. Alaksandr Bialacki był współzałożycielem, a w latach 1986–1989 przewodniczącym Towarzystwa Młodych Literatów „Tutejszyja”. W tym okresie KGB podjęło próbę jego zwerbowania, jednak na pierwszym spotkaniu Bialacki odmówił kontynuowania jakichkolwiek kontaktów z tą instytucją. Podpisywał pisma do Mińskiej Miejskiej Rady Deputowanych z prośbą o zezwolenie na organizację demonstracji „Dziady-87” i „Dziady-88”, których celem było wyrażenie sprzeciwu wobec totalitaryzmu i stalinizmu. Za udział w „Dziadach-88” został aresztowany i ukarany grzywną. W czasie aspirantury był szykanowany z przyczyn politycznych. Był współzałożycielem Białoruskiego Społecznego Towarzystwa Historyczno-Oświatowego „Martyrałoh Biełarusi”. Od ukształtowania się komitetu organizacyjnego Białoruskiego Frontu Ludowego „Odrodzenie” (BFL) w 1988 roku był jego aktywnym działaczem. Pełnił funkcję sekretarza zarządu BFL. W 1990 roku był jednym z założycieli Białoruskiej Katolickiej Hramady. W latach 1992–1996 był deputowanym do Mińskiej Miejskiej Rady Deputowanych (według innego źródła 1991–1995). Wchodzi w skład Związku Pisarzy Białoruskich. Od 1998 roku był redaktorem biuletynu „Prawa na Wolu”, dotyczącego obrony praw człowieka. Od 30 października 1999 roku był zastępcą przewodniczącego Białoruskiego Frontu Ludowego „Odrodzenie”. W czerwcu 2000 roku został wybrany na kierownika Grupy Roboczej Zgromadzenia Demokratycznych Organizacji Pozarządowych. Pełni funkcję wiceprzewodniczącego Międzynarodowej Federacji Praw Człowieka.
W 1996 roku, po serii przypadków brutalnego rozpędzania demonstracji przez siły porządkowe stanął na czele nowo utworzonego Centrum Obrony Praw Człowieka „Wiosna-96” (obecnie: „Wiosna”). Według jego słów, nie przewidywał wówczas, że obroną praw człowieka na Białorusi trzeba będzie się zajmować jeszcze tak wiele lat (według innego źródła, Bialacki został dyrektorem „Wiosny-96” dopiero w 1998 roku). Przez wiele lat działalności organizacja udzieliła pomocy prawnej i materialnej tysiącom ludzi, w przypadku których istniały podejrzenia, że białoruska władza łamie ich prawa.
W 2020 roku wszedł w skład opozycyjnej Rady Koordynacyjnej, utworzonej w następstwie ogólnokrajowych protestów na Białorusi.

### Relacje z władzami
Wielokrotnie był pociągany do odpowiedzialności karnej – do końca lat 90. XX wieku ponad 20 razy. Zdaniem niezależnych białoruskich mediów, były to prześladowania o podłożu politycznym. Na początku 2011 roku gazeta „Sowietskaja Biełorussija”, organ prasowy władz Białorusi, opublikowała serię bardzo krytycznych artykułów na temat polityków opozycji, w tym Bialackiego. 4 sierpnia 2011 roku około godziny 17.00 Bialacki został aresztowany pod zarzutem „uchylania się od wypłaty sum podatków, zbiórek w szczególnie dużych rozmiarach”. Podstawą do aresztowania były informacje o kontach bankowych, które przekazały Białorusi litewskie Ministerstwo Sprawiedliwości oraz polska Prokuratura Generalna. Wyjście tego faktu na jaw wywołało międzynarodowy skandal. Strona litewska wyraziła ubolewanie, tłumacząc, że informacje o Bialackim zostały przekazane przez pomyłkę. Zawiesiła też bezterminowo współpracę prawną z Białorusią. Wkrótce potem oficjalne przeprosiny wystosował minister spraw zagranicznych Polski Radosław Sikorski. Aresztowanie Bialackiego zostało potępione przez osoby i instytucje z całego świata, m.in. przez: ministra spraw zagranicznych Litwy i przewodniczącego OBWE Audroniusa Ažubalisa, rząd Niemiec, wysoką przedstawiciel ds. zagranicznych Unii Europejskiej Catherine Ashton, Związek Pisarzy Białoruskich, brytyjskiego ministra ds. Europy Davida Lidingtona, organizację Amnesty International, Departament Stanu Stanów Zjednoczonych, przewodniczącego Parlamentu Europejskiego Jerzego Buzka.
24 listopada 2011 roku został skazany na 4,5 roku kolonii karnej o zaostrzonym rygorze oraz na konfiskatę mienia. Wyrok został potępiony przez białoruskich polityków opozycyjnych, obrońców praw człowieka, polityków i dyplomatów państw Unii Europejskiej i Stanów Zjednoczonych, Radę Europy, a także wielu innych instytucji, polityków i obrońców praw człowieka z całego świata. Ich zdaniem miał on charakter polityczny, a wina Bialackiego nie została dowiedziona. 24 grudnia 2011 roku zmarł na raka płuc ojciec Alaksandra, Wiktar Bialacki. Kilka dni wcześniej władze odmówiły Alaksandrowi prawa do spotkania z umierającym ojcem. 21 czerwca 2014 roku został przedterminowo zwolniony z kolonii karnej.
14 lipca 2021 roku wraz z Walancinem Stefanowiczem, członkiem zarządu „Wiosny”, Uładzimirem Łabkowiczem, prawnikiem i koordynatorem kampanii Obrońcy praw człowieka na rzecz wolnych wyborów oraz ośmioma innymi działaczami praw człowieka (w tym sześcioma członkami „Wiosny”) został aresztowany w następstwie prowadzonego przez białoruską policję śledztwa na podstawie artykułu 342 części 1 i 2 kodeksu karnego („organizacja i przygotowanie działań naruszających porządek publiczny lub czynny udział w takich działaniach”), a także na podstawie artykułu 243 paragraf 2 tego kodeksu („unikanie płacenia podatków”). 6 października Bialacki usłyszał zarzut unikania płacenia podatków, za który grozi do siedmiu lat pozbawienia wolności. 
3 marca 2023 został skazany przez sąd w Mińsku na 10 lat kolonii karnej o zaostrzonym rygorze. Ponadto jego trzej współpracownicy, aktywiści, usłyszeli wyroki od siedmiu do dziewięciu lat więzienia.

## Życie prywatne
Jest katolikiem. Żonaty z Natallą Pinczuk, ma syna. Żona jest z wykształcenia historykiem, pracuje jako wykładowca na Akademii Sztuk Pięknych.

## Publikacje
Jest autorem licznych publikacji w periodykach o tematyce społeczno-politycznej i literaturoznawczej. Jedną z jego prac jest: Litieratura i nacyja, Mińsk, 1991.

## Odznaczenia i nagrody
- Krzyż Orderu Pogoni (2024)[24][25]
- Medal 100-lecia Białoruskiej Republiki Ludowej (2019)[26]
- Medal Odrodzenia Senatu Rzeczypospolitej Polskiej (2014)[27]
- Nagroda Homo Homini, wręczona przez Václava Havla w marcu 2006 roku – za działalność na rzecz obrony praw człowieka;
- Honorowe obywatelstwo miasta Genui w 2010 roku – nagroda była wyrazem zaniepokojenia społeczeństwa włoskiego sytuacją praw człowieka na Białorusi; tytuł ten nadawany jest przez władze miasta corocznie jednej osobie; wśród laureatów byli m.in. Lech Wałęsa i Szimon Peres[28];
- Nagroda Lecha Wałęsy (2012, odebrała żona Natalla Pińczuk)[29]
- Dwukrotnie nominowany do Pokojowej Nagrody Nobla; w 2007 roku znalazł się na tzw. „krótkiej liście” najbardziej prawdopodobnych kandydatów[3]. Bialacki otrzymał Pokojową Nagrodę Nobla w 2022 roku, razem z rosyjskim Stowarzyszeniem Memoriał i ukraińskim Centrum Wolności Obywatelskich[30].
- Nagroda Praw Człowieka im. Václava Havla (2013)[31]